# Saison NBA 1983-1984
Navigation
Saison 1982-1983 Saison 1984-1985
La saison NBA 1983-1984 est la 35e saison de la NBA (la 38e en comptant les 3 saison de BAA). Les Celtics de Boston sont champions NBA en battant en Finale les Los Angeles Lakers, 4 victoires à 3. 

## Faits notables
- Le All-Star Game 1984 s'est déroulé à la McNichols Sports Arena à Denver où les All-Star de l'Est ont battu les All-Star de l'Ouest 154-145. Isiah Thomas (Detroit Pistons) a été élu Most Valuable Player. Larry Nance (Phoenix Suns) a remporté le premier Slam Dunk Contest de l'histoire.
- David Stern devient le quatrième commissionnaire de l'histoire de la NBA.
- Le nombre d'équipes qualifiées pour les playoffs passent de six à huit équipes par conférence.
- Kareem Abdul-Jabbar dépasse Wilt Chamberlain au nombre de points inscrits en NBA.
- 4e titre consécutif de meilleur rebondeur NBA pour Moses Malone qui égalise Wilt Chamberlain qui l'avait réalisé par deux fois.
- Le match le plus prolifique de l’histoire se déroula le 13 décembre 1983, et vit les Pistons de Détroit s’imposer au détriment des Nuggets de Denver sur le score de 186 à 184 (sans prolongation).

## Classements de la saison régulière
| Champion de division | Qualifié pour les playoffs | Non qualifié pour les playoffs |

### Par division
| Division Atlantique   | V  | D  | PCT  | GB |
| --------------------- | -- | -- | ---- | -- |
| Celtics de Boston C   | 62 | 20 | 75.6 | -  |
| 76ers de Philadelphie | 52 | 30 | 63.4 | 10 |
| Knicks de New York    | 47 | 35 | 57.3 | 15 |
| Nets du New Jersey    | 45 | 37 | 54.9 | 17 |
| Bullets de Washington | 35 | 47 | 42.7 | 27 |

| Division Centrale      | V  | D  | PCT  | GB |
| ---------------------- | -- | -- | ---- | -- |
| Bucks de Milwaukee     | 50 | 32 | 61.0 | -  |
| Pistons de Détroit     | 49 | 33 | 59.8 | 1  |
| Hawks d'Atlanta        | 40 | 42 | 48.8 | 10 |
| Cavaliers de Cleveland | 28 | 54 | 34.1 | 22 |
| Bulls de Chicago       | 27 | 55 | 32.9 | 23 |
| Pacers de l'Indiana    | 26 | 56 | 31.7 | 24 |

| Division Midwest     | V  | D  | PCT  | GB |
| -------------------- | -- | -- | ---- | -- |
| Jazz de l'Utah       | 45 | 37 | 54.9 | -  |
| Mavericks de Dallas  | 43 | 39 | 52.4 | 2  |
| Nuggets de Denver    | 38 | 44 | 46.3 | 7  |
| Kings de Kansas City | 38 | 44 | 46.3 | 7  |
| Spurs de San Antonio | 37 | 45 | 45.1 | 8  |
| Rockets de Houston   | 29 | 53 | 35.4 | 16 |

| Division Pacifique        | V  | D  | PCT  | GB |
| ------------------------- | -- | -- | ---- | -- |
| Lakers de Los Angeles     | 54 | 28 | 65.9 | -  |
| Trail Blazers de Portland | 48 | 34 | 58.5 | 6  |
| SuperSonics de Seattle    | 42 | 40 | 51.2 | 12 |
| Suns de Phoenix           | 41 | 41 | 50.0 | 13 |
| Warriors de Golden State  | 37 | 45 | 45.1 | 17 |
| Clippers de San Diego     | 30 | 52 | 36.6 | 24 |

### Par conférence
| Conférence Est | Conférence Est         | Conférence Est | Conférence Est | Conférence Est |
| No             | Franchise              | Vic.           | Déf.           | PCT            |
| -------------- | ---------------------- | -------------- | -------------- | -------------- |
| 1              | Celtics de Boston C    | 62             | 20             | 75.6           |
| 2              | Bucks de Milwaukee     | 50             | 32             | 61.0           |
| 3              | 76ers de Philadelphie  | 52             | 30             | 63.4           |
| 4              | Pistons de Détroit     | 49             | 33             | 59.8           |
| 5              | Knicks de New York     | 47             | 35             | 57.3           |
| 6              | Nets du New Jersey     | 45             | 37             | 54.9           |
| 7              | Hawks d'Atlanta        | 40             | 42             | 48.8           |
| 8              | Bullets de Washington  | 35             | 47             | 42.7           |
|                |                        |                |                |                |
| 9              | Cavaliers de Cleveland | 28             | 54             | 34.1           |
| 10             | Bulls de Chicago       | 27             | 55             | 32.9           |
| 11             | Pacers de l'Indiana    | 26             | 56             | 31.7           |

| Conférence Ouest | Conférence Ouest          | Conférence Ouest | Conférence Ouest | Conférence Ouest |
| No               | Franchise                 | Vic.             | Déf.             | PCT              |
| ---------------- | ------------------------- | ---------------- | ---------------- | ---------------- |
| 1                | Lakers de Los Angeles     | 54               | 28               | 65.9             |
| 2                | Jazz de l'Utah            | 45               | 37               | 54.9             |
| 3                | Trail Blazers de Portland | 48               | 34               | 58.5             |
| 4                | Mavericks de Dallas       | 43               | 39               | 52.4             |
| 5                | SuperSonics de Seattle    | 42               | 40               | 51.2             |
| 6                | Suns de Phoenix           | 41               | 41               | 50.0             |
| 7                | Nuggets de Denver         | 38               | 44               | 46.3             |
| 8                | Kings de Kansas City      | 38               | 44               | 46.3             |
|                  |                           |                  |                  |                  |
| 9                | Spurs de San Antonio      | 37               | 45               | 45.1             |
| 10               | Warriors de Golden State  | 37               | 45               | 45.1             |
| 11               | Clippers de San Diego     | 30               | 52               | 36.6             |
| 12               | Rockets de Houston        | 29               | 53               | 35.4             |

C - Champions NBA

## Playoffs
|  | 1er tour         | 1er tour               | 1er tour              |   |                           | Demi-finales de Conférence | Demi-finales de Conférence | Demi-finales de Conférence |  |   | Finales de Conférence | Finales de Conférence | Finales de Conférence |  |    | Finales NBA       | Finales NBA | Finales NBA |
|  |                  |                        |                       |   |                           |                            |                            |                            |  |   |                       |                       |                       |  |    |                   |             |             |
|  | 1                | Celtics de Boston      | 3                     |   |                           |                            |                            |                            |  |   |                       |                       |                       |  |    |                   |             |             |
|  | 8                | Bullets de Washington  | 1                     |   |                           |                            |                            |                            |  |   |                       |                       |                       |  |    |                   |             |             |
|  | 8                | Bullets de Washington  | 1                     |   | 1                         | Celtics de Boston          | 4                          |                            |  |   |                       |                       |                       |  |    |                   |             |             |
|  |                  |                        |                       |   | 1                         | Celtics de Boston          | 4                          |                            |  |   |                       |                       |                       |  |    |                   |             |             |
|  |                  | 5                      | Knicks de New York    | 3 |                           |                            |                            |                            |  |   |                       |                       |                       |  |    |                   |             |             |
|  | 4                | 5                      | Knicks de New York    | 3 | Pistons de Détroit        | 2                          |                            |                            |  |   |                       |                       |                       |  |    |                   |             |             |
|  | 4                |                        |                       |   | Pistons de Détroit        | 2                          |                            |                            |  |   |                       |                       |                       |  |    |                   |             |             |
|  | 5                | Knicks de New York     | 3                     |   |                           |                            |                            |                            |  |   |                       |                       |                       |  |    |                   |             |             |
|  | 5                | Knicks de New York     | 3                     |   |                           |                            |                            |                            |  | 1 | Celtics de Boston     | 4                     |                       |  |    |                   |             |             |
|  | Conférence Est   |                        |                       |   |                           |                            |                            |                            |  | 1 | Celtics de Boston     | 4                     |                       |  |    |                   |             |             |
|  |                  | 2                      | Bucks de Milwaukee    | 1 |                           |                            |                            |                            |  |   |                       |                       |                       |  |    |                   |             |             |
|  | 3                | 2                      | Bucks de Milwaukee    | 1 | 76ers de Philadelphie     | 2                          |                            |                            |  |   |                       |                       |                       |  |    |                   |             |             |
|  | 3                |                        |                       |   | 76ers de Philadelphie     | 2                          |                            |                            |  |   |                       |                       |                       |  |    |                   |             |             |
|  | 6                | Nets du New Jersey     | 3                     |   |                           |                            |                            |                            |  |   |                       |                       |                       |  |    |                   |             |             |
|  | 6                | Nets du New Jersey     | 3                     |   | 6                         | Nets du New Jersey         | 2                          |                            |  |   |                       |                       |                       |  |    |                   |             |             |
|  |                  |                        |                       |   | 6                         | Nets du New Jersey         | 2                          |                            |  |   |                       |                       |                       |  |    |                   |             |             |
|  |                  | 2                      | Bucks de Milwaukee    | 4 |                           |                            |                            |                            |  |   |                       |                       |                       |  |    |                   |             |             |
|  | 2                | 2                      | Bucks de Milwaukee    | 4 | Bucks de Milwaukee        | 3                          |                            |                            |  |   |                       |                       |                       |  |    |                   |             |             |
|  | 2                |                        |                       |   | Bucks de Milwaukee        | 3                          |                            |                            |  |   |                       |                       |                       |  |    |                   |             |             |
|  | 7                | Hawks d'Atlanta        | 2                     |   |                           |                            |                            |                            |  |   |                       |                       |                       |  |    |                   |             |             |
|  | 7                | Hawks d'Atlanta        | 2                     |   |                           |                            |                            |                            |  |   |                       |                       |                       |  | E1 | Celtics de Boston | 4           |             |
|  |                  |                        |                       |   |                           |                            |                            |                            |  |   |                       |                       |                       |  | E1 | Celtics de Boston | 4           |             |
|  |                  | O1                     | Lakers de Los Angeles | 3 |                           |                            |                            |                            |  |   |                       |                       |                       |  |    |                   |             |             |
|  | 1                | O1                     | Lakers de Los Angeles | 3 | Lakers de Los Angeles     | 3                          |                            |                            |  |   |                       |                       |                       |  |    |                   |             |             |
|  | 1                |                        |                       |   | Lakers de Los Angeles     | 3                          |                            |                            |  |   |                       |                       |                       |  |    |                   |             |             |
|  | 8                | Kings de Kansas City   | 0                     |   |                           |                            |                            |                            |  |   |                       |                       |                       |  |    |                   |             |             |
|  | 8                | Kings de Kansas City   | 0                     |   | 1                         | Lakers de Los Angeles      | 4                          |                            |  |   |                       |                       |                       |  |    |                   |             |             |
|  |                  |                        |                       |   | 1                         | Lakers de Los Angeles      | 4                          |                            |  |   |                       |                       |                       |  |    |                   |             |             |
|  |                  | 4                      | Mavericks de Dallas   | 1 |                           |                            |                            |                            |  |   |                       |                       |                       |  |    |                   |             |             |
|  | 4                | 4                      | Mavericks de Dallas   | 1 | Mavericks de Dallas       | 3                          |                            |                            |  |   |                       |                       |                       |  |    |                   |             |             |
|  | 4                |                        |                       |   | Mavericks de Dallas       | 3                          |                            |                            |  |   |                       |                       |                       |  |    |                   |             |             |
|  | 5                | SuperSonics de Seattle | 2                     |   |                           |                            |                            |                            |  |   |                       |                       |                       |  |    |                   |             |             |
|  | 5                | SuperSonics de Seattle | 2                     |   |                           |                            |                            |                            |  | 1 | Lakers de Los Angeles | 4                     |                       |  |    |                   |             |             |
|  | Conférence Ouest |                        |                       |   |                           |                            |                            |                            |  | 1 | Lakers de Los Angeles | 4                     |                       |  |    |                   |             |             |
|  |                  | 6                      | Suns de Phoenix       | 2 |                           |                            |                            |                            |  |   |                       |                       |                       |  |    |                   |             |             |
|  | 3                | 6                      | Suns de Phoenix       | 2 | Trail Blazers de Portland | 2                          |                            |                            |  |   |                       |                       |                       |  |    |                   |             |             |
|  | 3                |                        |                       |   | Trail Blazers de Portland | 2                          |                            |                            |  |   |                       |                       |                       |  |    |                   |             |             |
|  | 6                | Suns de Phoenix        | 3                     |   |                           |                            |                            |                            |  |   |                       |                       |                       |  |    |                   |             |             |
|  | 6                | Suns de Phoenix        | 3                     |   | 6                         | Suns de Phoenix            | 4                          |                            |  |   |                       |                       |                       |  |    |                   |             |             |
|  |                  |                        |                       |   | 6                         | Suns de Phoenix            | 4                          |                            |  |   |                       |                       |                       |  |    |                   |             |             |
|  |                  | 2                      | Jazz de l'Utah        | 2 |                           |                            |                            |                            |  |   |                       |                       |                       |  |    |                   |             |             |
|  | 2                | 2                      | Jazz de l'Utah        | 2 | Jazz de l'Utah            | 3                          |                            |                            |  |   |                       |                       |                       |  |    |                   |             |             |
|  | 2                |                        |                       |   | Jazz de l'Utah            | 3                          |                            |                            |  |   |                       |                       |                       |  |    |                   |             |             |
|  | 7                | Nuggets de Denver      | 2                     |   |                           |                            |                            |                            |  |   |                       |                       |                       |  |    |                   |             |             |

## Leaders de la saison régulière
| Catégorie                  | Joueur           | Équipe             | Statistique |
| -------------------------- | ---------------- | ------------------ | ----------- |
| Points par match           | Adrian Dantley   | Utah Jazz          | 30.6        |
| Rebonds par match          | Moses Malone     | Philadelphia 76ers | 13.4        |
| Passes décisives par match | Magic Johnson    | Los Angeles Lakers | 13.1        |
| Interceptions par match    | Rickey Green     | Utah Jazz          | 2.7         |
| Contres par match          | Mark Eaton       | Utah Jazz          | 4.3         |
| % aux tirs                 | Artis Gilmore    | San Antonio Spurs  | 63.1        |
| % aux lancers-francs       | Larry Bird       | Celtics de Boston  | 88.8        |
| % à 3-points               | Darrell Griffith | Utah Jazz          | 36.1        |

## Récompenses individuelles
- Most Valuable Player : Larry Bird, Celtics de Boston
- Rookie of the Year : Ralph Sampson, Houston Rockets
- Defensive Player of the Year : Sidney Moncrief, Milwaukee Bucks
- Sixth Man of the Year : Kevin McHale, Celtics de Boston
- Coach of the Year : Frank Layden, Utah Jazz
- Executive of the Year : Zollie Volchok, Seattle SuperSonics
- J.Walter Kennedy Sportsmanship Award : Frank Layden, Utah Jazz

- All-NBA First Team :
  - Larry Bird, Celtics de Boston
  - Bernard King, Knicks de New York
  - Kareem Abdul-Jabbar, Los Angeles Lakers
  - Isiah Thomas, Detroit Pistons
  - Magic Johnson, Los Angeles Lakers

- All-NBA Second Team :
  - Adrian Dantley, Utah Jazz
  - Julius Erving, Philadelphia 76ers
  - Moses Malone, Philadelphia 76ers
  - Sidney Moncrief, Milwaukee Bucks
  - Jim Paxson, Portland Trail Blazers

- NBA All-Rookie Team :
  - Steve Stipanovich, Indiana Pacers
  - Ralph Sampson, Houston Rockets
  - Darrell Walker, Knicks de New York
  - Jeff Malone, Washington Bullets
  - Thurl Bailey, Utah Jazz
  - Byron Scott, Los Angeles Lakers

- NBA All-Defensive First Team :
  - Bobby Jones, Philadelphia 76ers
  - Michael Cooper, Los Angeles Lakers
  - Tree Rollins, Hawks d'Atlanta
  - Maurice Cheeks, Philadelphia 76ers
  - Sidney Moncrief, Milwaukee Bucks

- NBA All-Defensive Second Team :
  - Larry Bird, Celtics de Boston
  - Dan Roundfield, Hawks d'Atlanta
  - Kareem Abdul-Jabbar, Los Angeles Lakers
  - Dennis Johnson, Celtics de Boston
  - T. R. Dunn, Denver Nuggets

- MVP des Finales : Larry Bird, Celtics de Boston